# Новоосиново (Омская область)
Новоосиново — деревня в Называевском районе Омской области России. Входит в состав Старинского сельского поселения. Население — 56 чел. (2010) .

## История
В соответствии с Законом Омской области от 30 июля 2004 года № 548-ОЗ «О границах и статусе муниципальных образований Омской области» деревня вошла в состав образованного Старинского сельского поселения.

## География
Расположен на западе региона, в пределах Ишимской равнины, являющейся частью Западно-Сибирской равнины.
Уличная сеть состоит из трёх географических объектов: улицы Зелёная, Молодёжная и Центральная.
Абсолютная высота — 125 м над уровнем моря.

## Население
| 2002 | 2010 |
| ---- | ---- |
| 126  | ↘56  |

Гендерный состав
По данным Всероссийской переписи населения 2010 года в гендерной структуре населения из 56 человек мужчин — 26, женщин — 30 (46,4	и 53,6 % соответственно).
Национальный состав
Согласно результатам переписи 2002 года, в национальной структуре населения казахи	составляли 51 %, русские 33 % от общей численности населения в 126 чел..

## Инфраструктура
Развитое сельское хозяйство. Личное подсобное хозяйство.

## Транспорт
Просёлочные дороги.